# Friend or Foe?
Friend or Foe? è un singolo del gruppo musicale polacco Riverside, pubblicato il 10 gennaio 2023 come terzo estratto dall'ottavo album in studio ID.Entity.

## Descrizione
Originariamente intitolata Who Are You?, si tratta della traccia d'apertura del disco e secondo quanto spiegato dal gruppo rappresenta la loro composizione più «coraggiosa» realizzata in carriera. Dal punto di vista musicale si tratta infatti di un brano uptempo principalmente guidato da una costante linea di sintetizzatori, risultando nel complesso un incrocio tra lo stile synth pop tipico degli A-ha con quello spiccatamente rock progressivo dei Rush.
Il testo, interamente scritto dal frontman Mariusz Duda, parla di come i social network abbiano modificato irrimediabilmente il modo di agire dell'essere umano.

## Promozione
Tra il 2 e il 3 gennaio 2023 il gruppo ha rivelato attraverso i social network alcune parti del testo del singolo, rivelandone inoltre la data di pubblicazione. Al pari del precedente Self-Aware, anche Friend or Foe? è stato reso disponibile in una versione ridotta rispetto a quella contenuta nell'album, omettendendo del tutto l'introduzione.

## Video musicale
Il video, diretto ed animato da Thomas Hicks, è stato diffuso sul canale YouTube della Inside Out Music contestualmente al lancio del singolo.

## Tracce
Testi di Mariusz Duda, musiche di Mariusz Duda e Michał Łapaj.
1. Friend or Foe? – 5:59

## Formazione
Hanno partecipato alle registrazioni, secondo le note di copertina di ID.Entity:
Gruppo
- Mariusz Duda – voce, basso, arrangiamento
- Piotr Kozieradzki – batteria, arrangiamento
- Michał Łapaj – tastiera, organo Hammond, arrangiamento
- Maciej Meller – chitarra, arrangiamento

Produzione
- Mariusz Duda – produzione
- Paweł Marciniak – registrazione (The Boogie Town Studio), missaggio
- Magda Srzedniccy – registrazione (Serakos Studio)
- Robert Srzedniccy – registrazione (Serakos Studio)
- Riverside – missaggio
- Robert Szydło – mastering

## Classifiche
| Classifica (2023) | Posizione massima |
| ----------------- | ----------------- |
| Polonia (radio)   | 2                 |